# Габріадзе Григорій Іванович
Габріадзе Григорій Іванович (1917—1944) — учасник Німецько-радянської війни, командир роти 1168-го стрілецького полку 346-ї стрілецької дивізії 51-ї армії 4-го Українського фронту, Герой Радянського Союзу.

## Біографія
Народився в 1917 році в селі Дзукнурі, нині — місто Ткібулі, Грузія, в селянській родині.
Середня освіта. Мобілізований до Червоної Армії у 1939 році. З червня 1941 року — в діючій армії. У 1943 закінчив військове піхотне училище. У званні старшого лейтенанта було призначено командиром роти. У квітні 1944 року вправно керував підрозділом у наступальних боях на околицях Севастополя. Отримавши завдання опанувати панівну висоту, 18 квітня 1944 Григорій Габріадзе і два бійці під покровом темряви прокралися до німецьких позицій, з'ясували розташування кулеметних точок та знищили їх. Потім рота штурмом опанувала висоту, при цьому вогнем і в рукопашному бою знищила багато солдатів і офіцерів противника, захопила 2 гармати, 5 кулеметів. 19 квітня 1944 року Григорій Габріадзе під артилерійським вогнем підняв бійців в атаку. У бою був смертельно поранений.
Похований у селі Фруктове Севастопольської міськради Криму.

## Нагороди
24 березня 1945 року Указом Президії Верховної Ради СРСР Г. І. Габріадзе було посмертно присвоєно звання Героя Радянського Союзу з врученням ордена Леніна та медалі «Золота Зірка».

## Пам'ять
У Ткібулі ім'ям Григорія Габріадзе названо вулицю, школу, в якій він навчався, у дворі школи встановлено пам'ятник.